# Шибириновка
Шибири́новка (укр. Шибири́нівка) — село Черниговского района Черниговской области Украины, центр сельского Совета. Находится в 25 км от районного центра и в 7 км от железнодорожной станции Жукотки Юго-Западной железной дороги на участке Чернигов — Йолча. Население 404 человека.
Население Шибириновки на 2006 год — 361 житель.

## История
Территория, на которой расположено село, была заселена ещё во времена Киевской Руси. Близ Шибириновки сохранились поселения и курганы IX — XIII веков. Село возникло во второй половине XVII века, а его название связывают с фамилией или прозвищем первого поселенца — Шибирин.
В архивах сохранился приказ черниговского полковника Якова Лизогуба от 7 августа 1691 года "о возвращении в подданство свободных крестьян села Шибириновка представителю казацкой старшины Артёму Жлобе":

Их царского пресветлого величества Войска Запорозкого чернеговский полковник Яков Лизогуб
Всей полку моего старшине, а особливе пану сотникови любецкому, атаманови шибиринскому и всем, хто бы того належне потребен был ведати, сим моим писанем ознаймую. Любо отняти были все тяглые людце, в селе Шибириновце мешкающие, спод владения Артема Жлобы, товарища старинного полкового. Леч когды оказал право, же ему три частини кгрунту, одна крупная, а две под дяках в поделе з небожчиком, унучком посудевским, присужены и на тих частках сидят девят чоловека мужов, теды, стосуючися до того права и з особливого респекту на его через все лета у войску ложение услуги, привернулем ему, Артемови Жлобе, тих то девяти чоловека, именно: в едном концу села сидячих — Игната Белецкого, Сидора Товкаченка, Бориса Шкуленка, а в другом — Крупяника, Ивана Гончара, Прокопа Пинчука, Прокопа Дулебенка, Матюша Яцковича и позволилем ними волне владети. Тилко бы иншим, там же в Шибириновце мешкаючим людем, он, Артем, о кгрунта жадной трудности не чинил. А и ему в владеню менованими девятма абы не от кого жадная перешкода не деялася, пилно варую. Тые зас людце, ему ж привернение, иж бы послушенство вшелякое, подлуг, звычаю и слушности, так же и повинност без противности отдавали, приказую. Дан в Чернегове, 7 августа, року 1691.
Звышменованный полковник чернеговский.

В конце XVII века Шибириновка была приобретена Иваном Харитоновичем Молявко и присоединена к потомственным владениям — селам Левоньки и Антоновичи. После его смерти унаследовал село Федор Иванович Молявко. В этот период в селе насчитывалось 48 дворов, число которых к концу XVIII века уменьшилось до 28.
В 1729 году в Шибириновке была построена деревянная Троицкая церковь. Синодик этого храма за 1729—1845 годы сохранился и ныне находится в фондах Черниговского исторического музея имени В. В. Тарновского, однако текст его угасает и бумага требует реставрации.
В селе также была Успенская церковь (в 1740—1743 годах — священник Яков Маркович Адамович).
В 40-х годах XIX века владельцами Шибириновки названы братья Василий Михайлович Комаровский (р. 1800) и корнет Михаил Михайлович Комаровский (р. 1810), которые успешно вели сельское хозяйство. Со второй половины XIX века население Шибириновки стало увеличиваться: 1858 год — 89 дворов, 1866 — 80 дворов, 1892 — 161 двор, 552 жителя. По результатам Всероссийской переписи населения 1897 года в селе насчитывалось 155 дворов, в которых проживало 1013 жителей. В селе работали винокуренный завод, две кузницы, пять ветряных мельниц. Для нужд жителей села было выкопано 19 колодцев с водой для питья.
В XIX веке село Шибириновка было в составе Антоновской волости Черниговского уезда Черниговской губернии. В 1895 году в селе была открыта земская школа.
В январе 1918 года в Шибириновке была установлена советская власть. Крестьяне разделили помещичью землю, в которой 72 десятины — озимое поле, яровое — 90 десятин, сенокосы — 42 десятины и лес — 6 десятин. В 1920 году состоялись выборы ревкома и комнезама. Территориально Шибириновка относилась к Антоновичской волости Черниговского уезда. В то время в местной школе обучалось 74 ученика и работало 3 учителя. Была организована также вечерняя школа для взрослых. В селе появились библиотека, изба-читальня и народный дом.
После проведения коллективизации на территории Шибириновки разместилась центральная усадьба колхоза «Первое Мая», за которым было закреплено 4321 га сельскохозяйственных угодий, в том числе 3639 га пахотных земель. Кроме производства зерна, колхоз развивал мясомолочное направление животноводства.
За успехи в труде 43 передовика были награждены орденами и медалями СССР, в том числе орденом Ленина — доярка Н. М. Ольховик, орденом Октябрьской революции — комбайнер М. А. Ольховик.
157 жителей Шибириновки сражались на фронтах Великой Отечественной войны; 48 человек были награждены орденами и медалями; 103 — не вернулись в село с войны, и в память о них был сооружен обелиск.
Тяжелые бои велись при освобождении села в сентябре 1943 года. Погибшие воины были захоронены в двух братских могилах, на которых в 1957 году был установлен памятник.

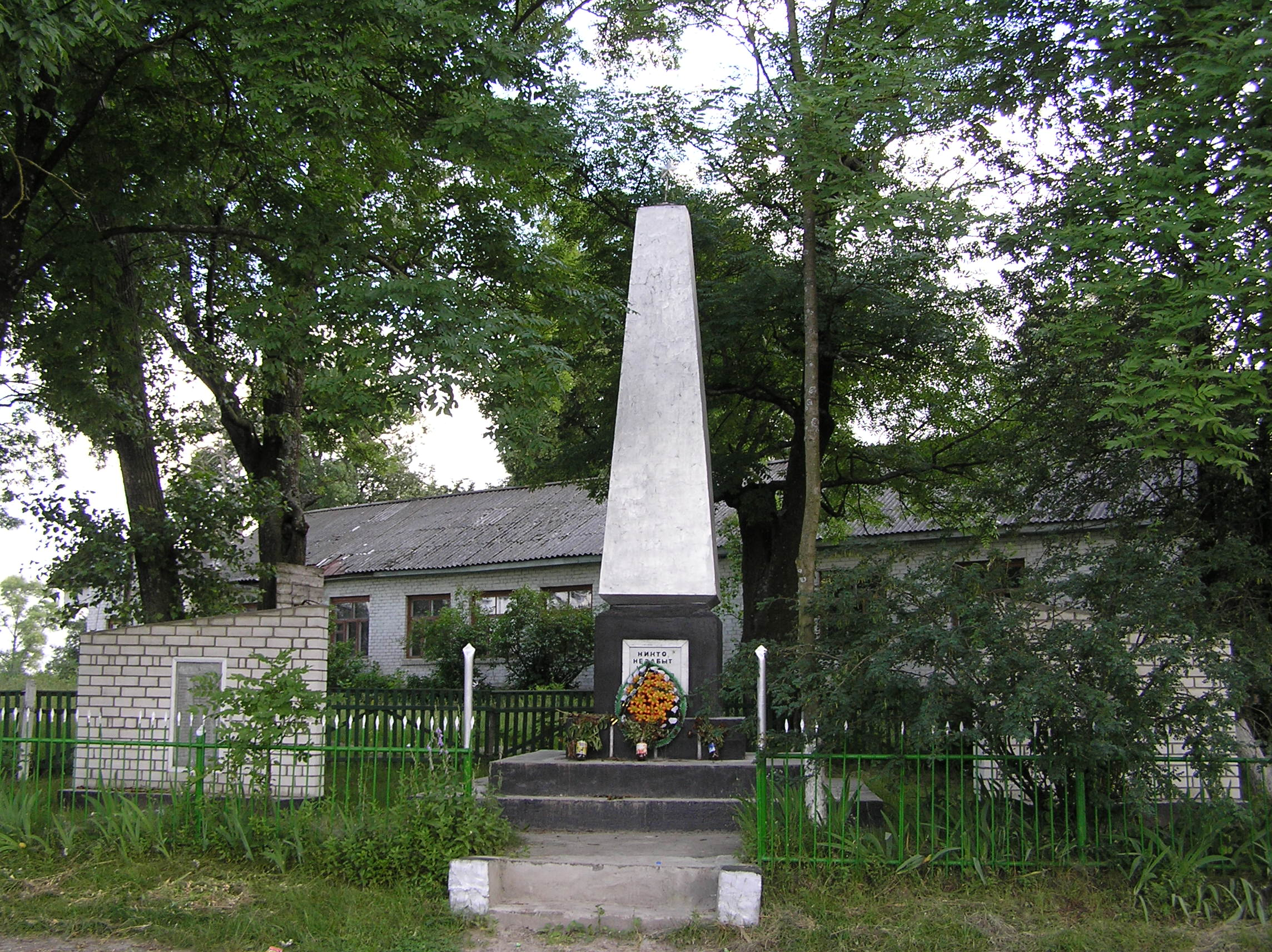
Обелиск
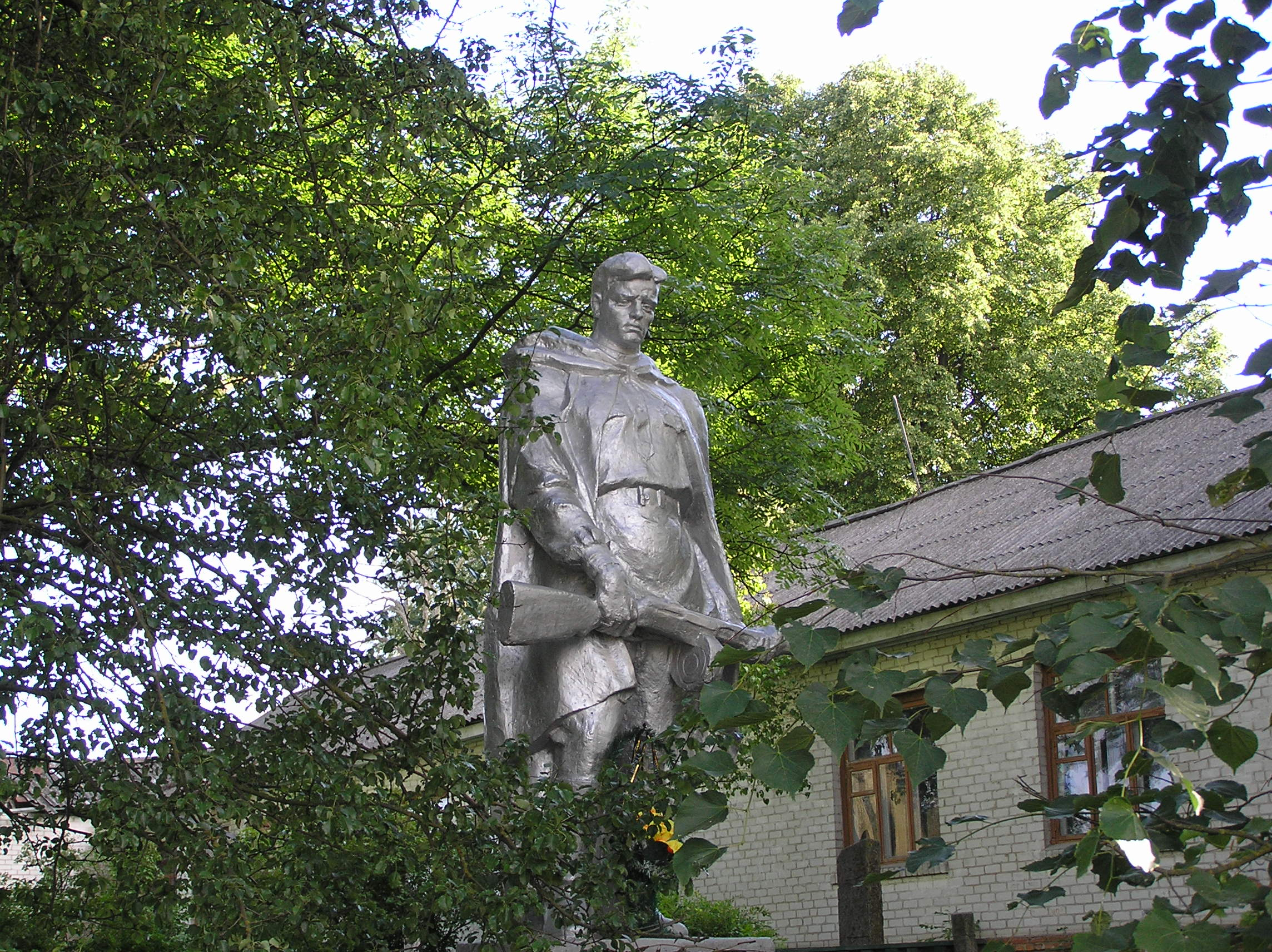
Памятник
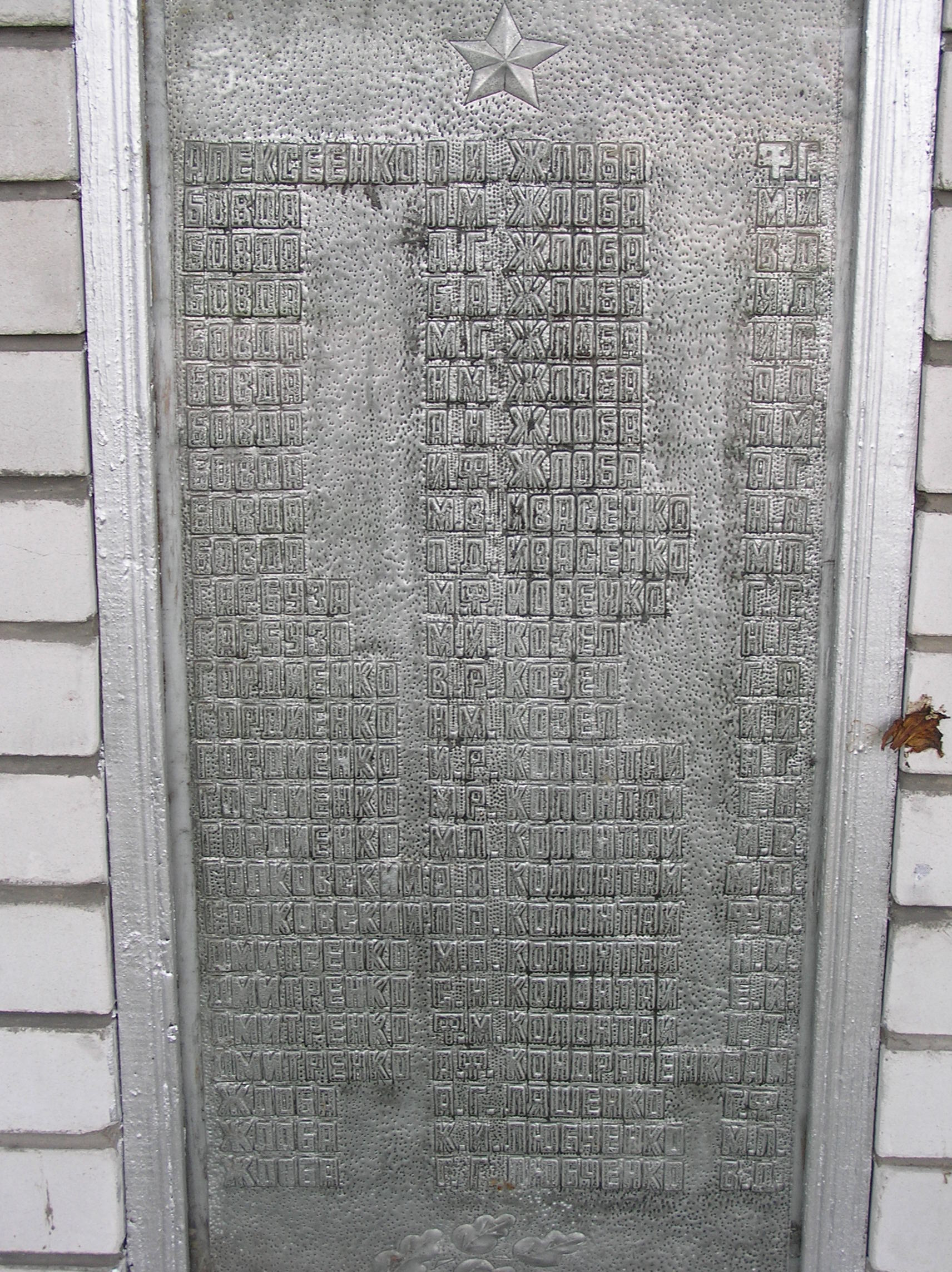
Список односельчан, погибших в годы войны

В новых условиях хозяйствования в 1987 году супруги Брик организовали семейную ферму. Ныне в Шибириновке действует сельскохозяйственное товарищество с ограниченной ответственностью, которое развивает мясо-молочную отрасль.
В Шибириновке работает средняя школа, в которой, по данным на 2006 год, учится 106 учащихся, дом культуры на 150 мест, библиотека, 2 магазина.

## Власть
Орган местного самоуправления — Шибириновский сельский совет. Почтовый адрес: 15515, Черниговская обл., Черниговский р-н, с. Шибириновка, ул. Садовая, 6.
Шибириновскому сельскому совету, кроме Шибириновки, подчинены сёла:
- Антоновичи;
- Москали.

## Галерея

Шибириновка (2005 год)
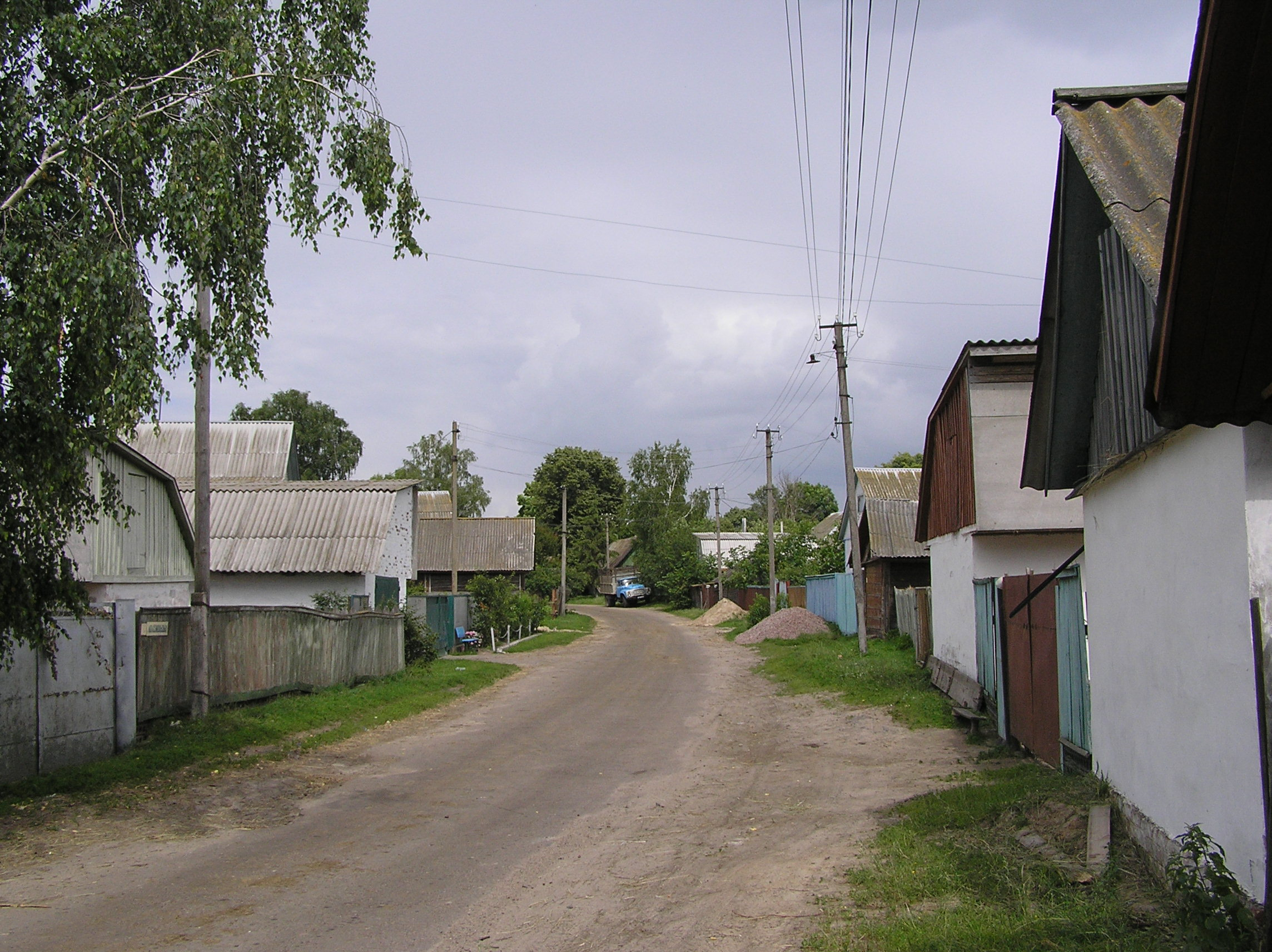
Улица
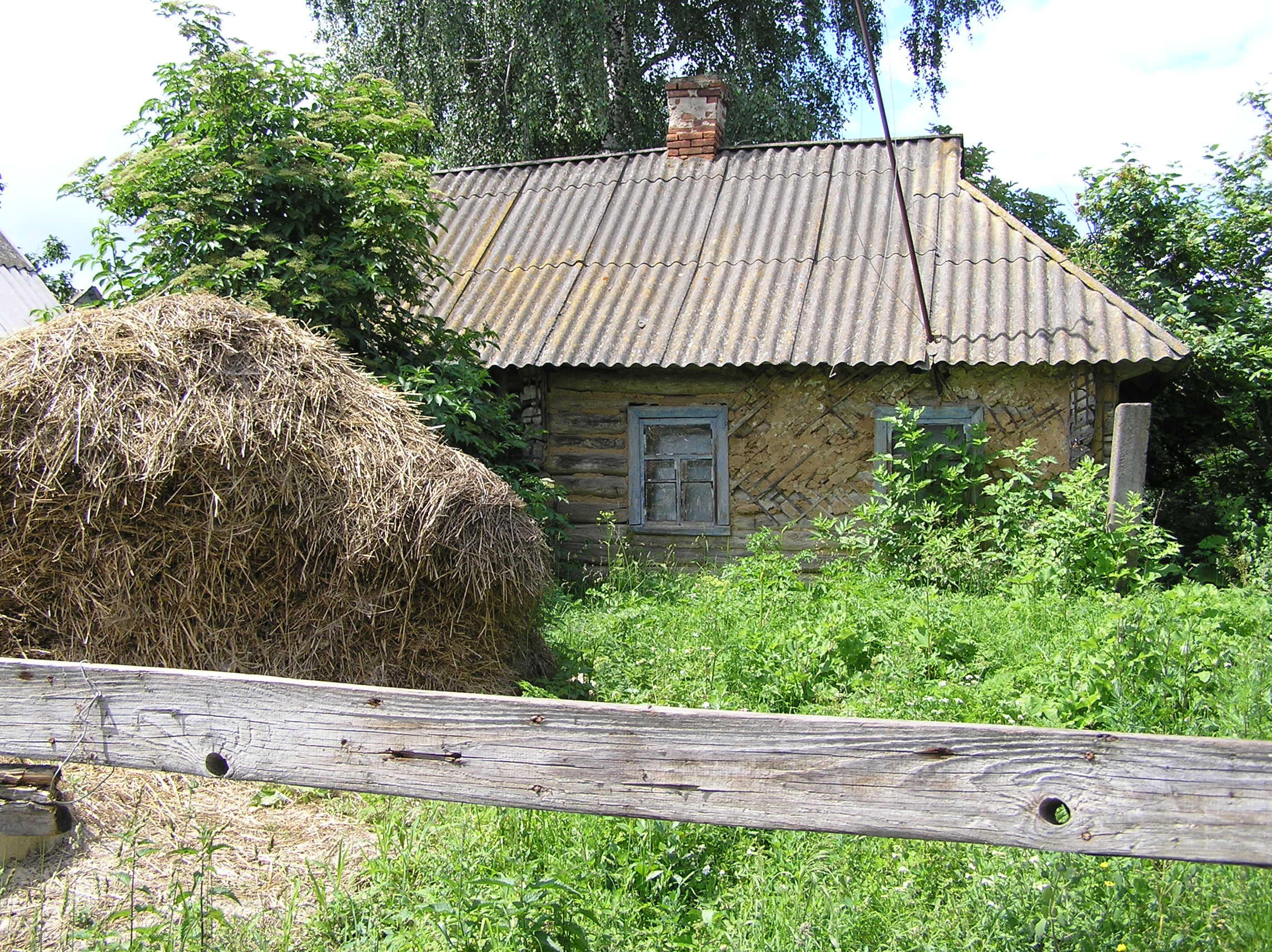
Старый дом
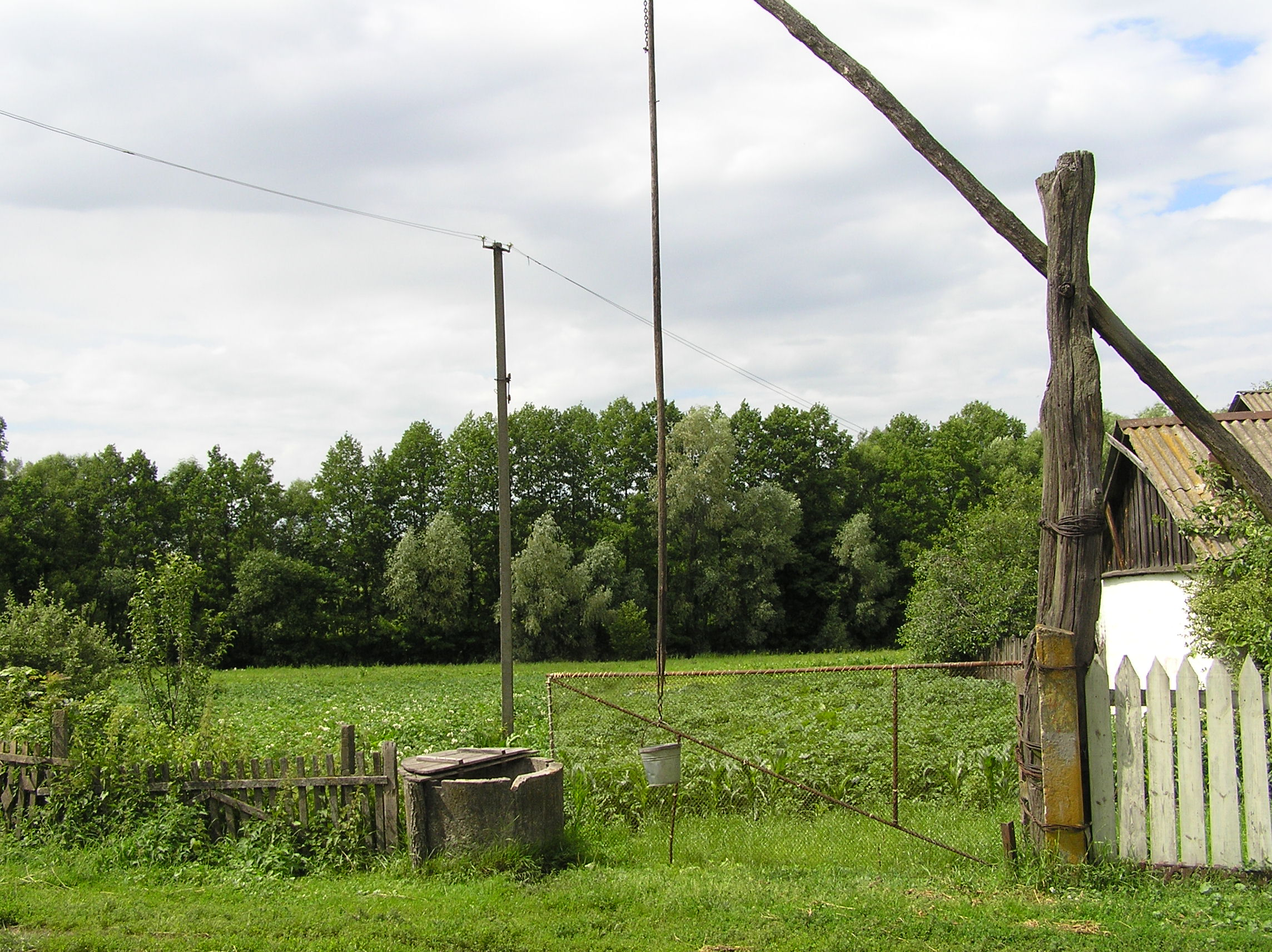
Колодец
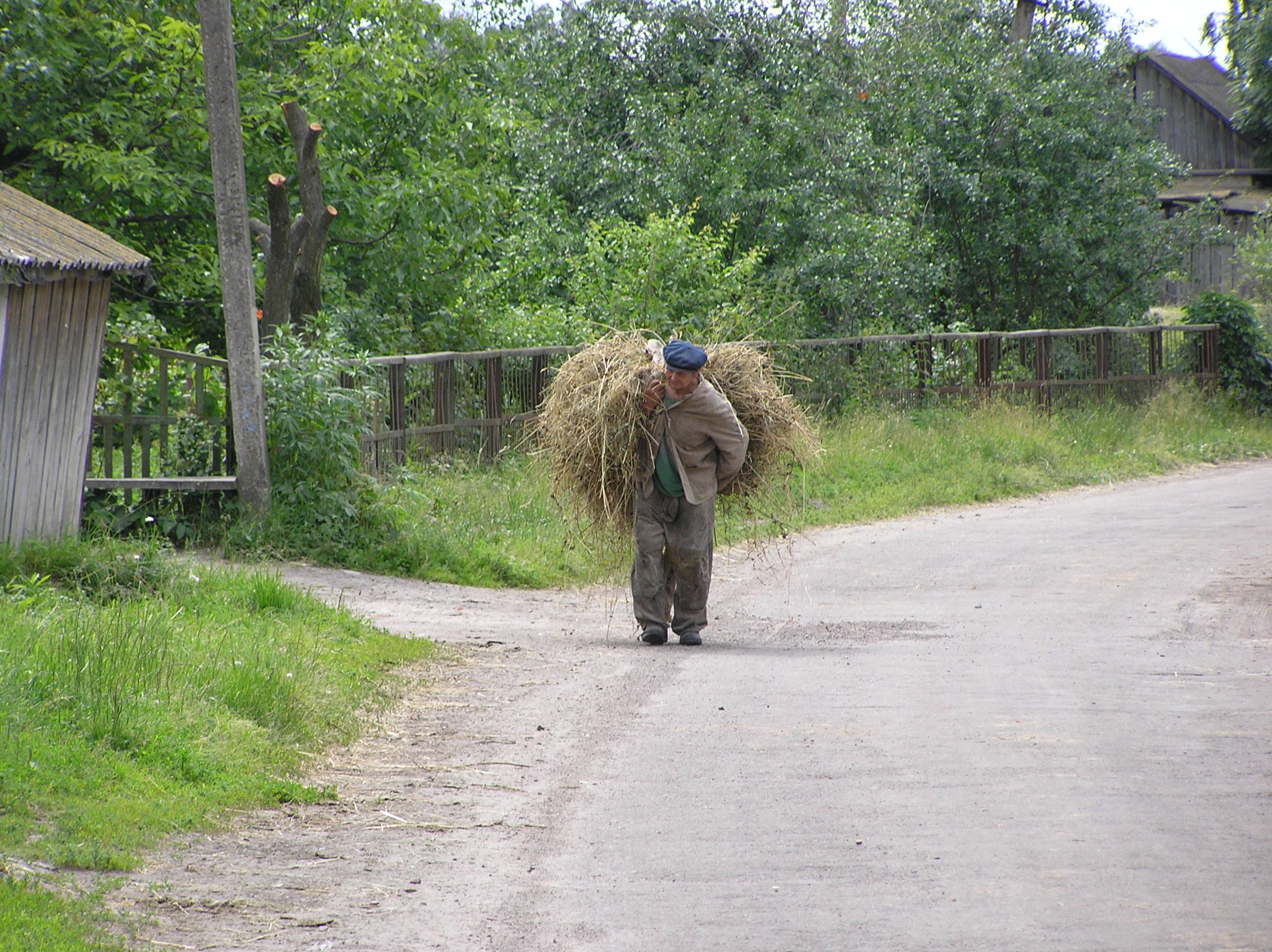
Местный житель за работой
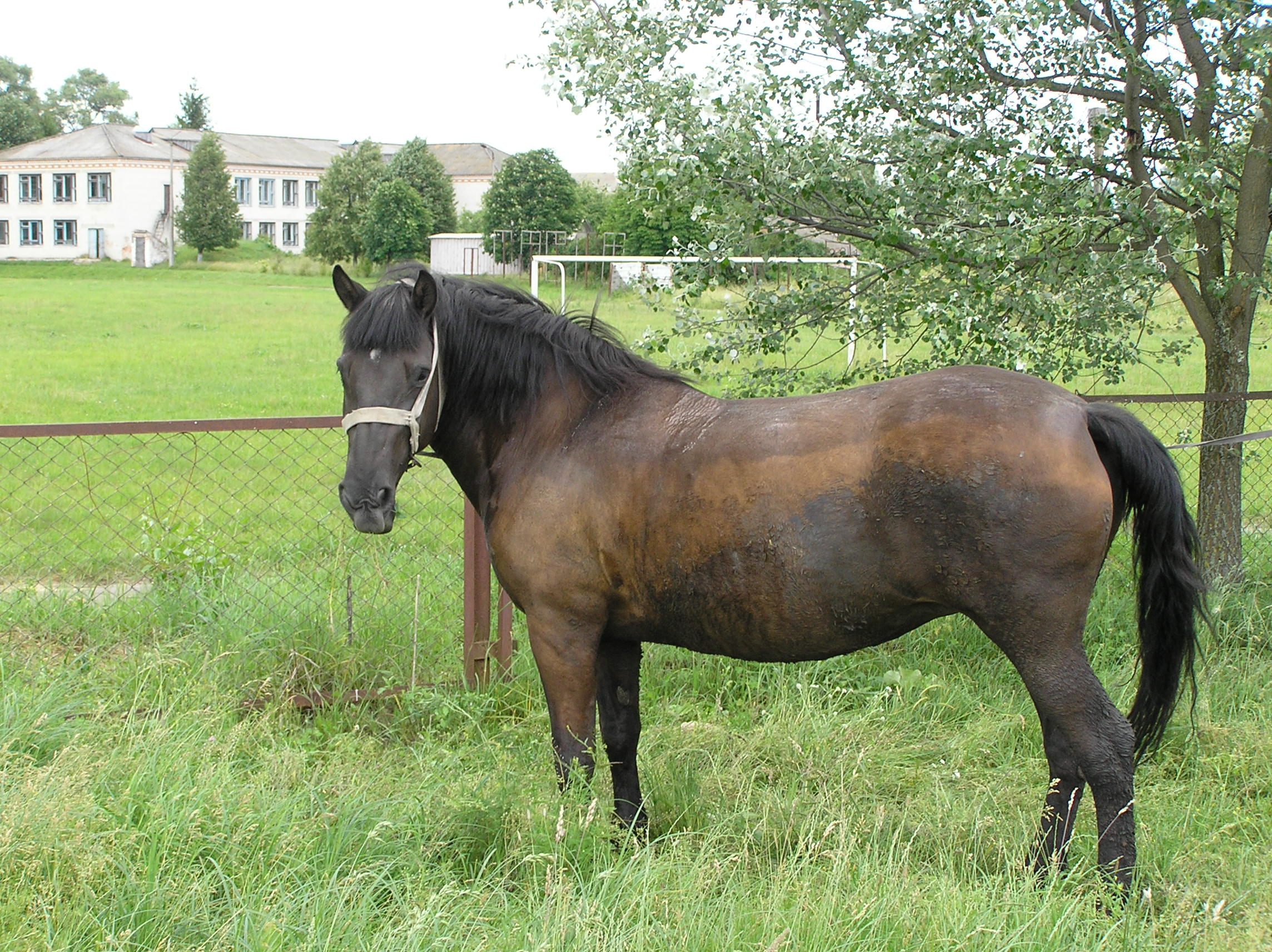
Футбольное поле
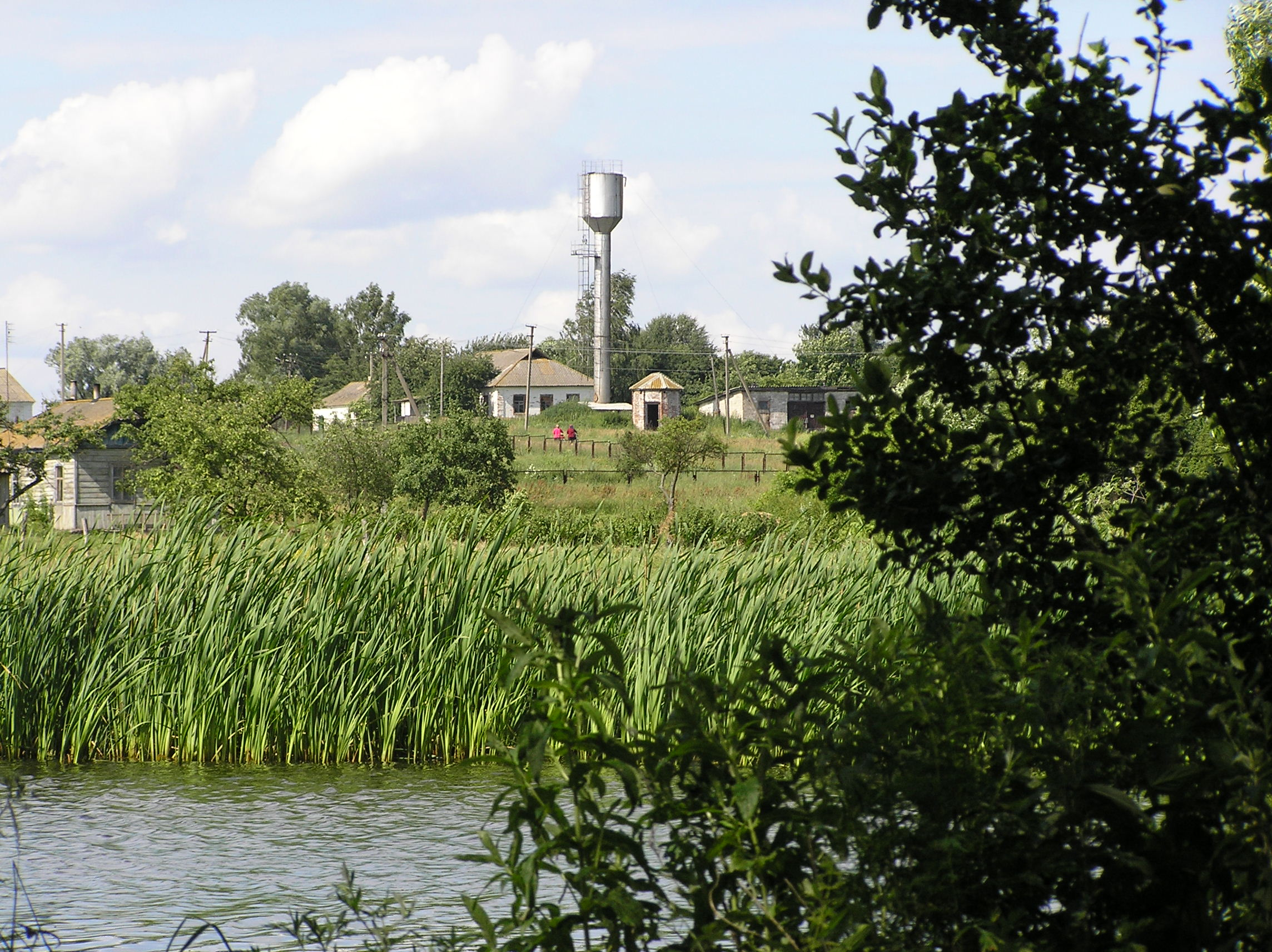
Башня
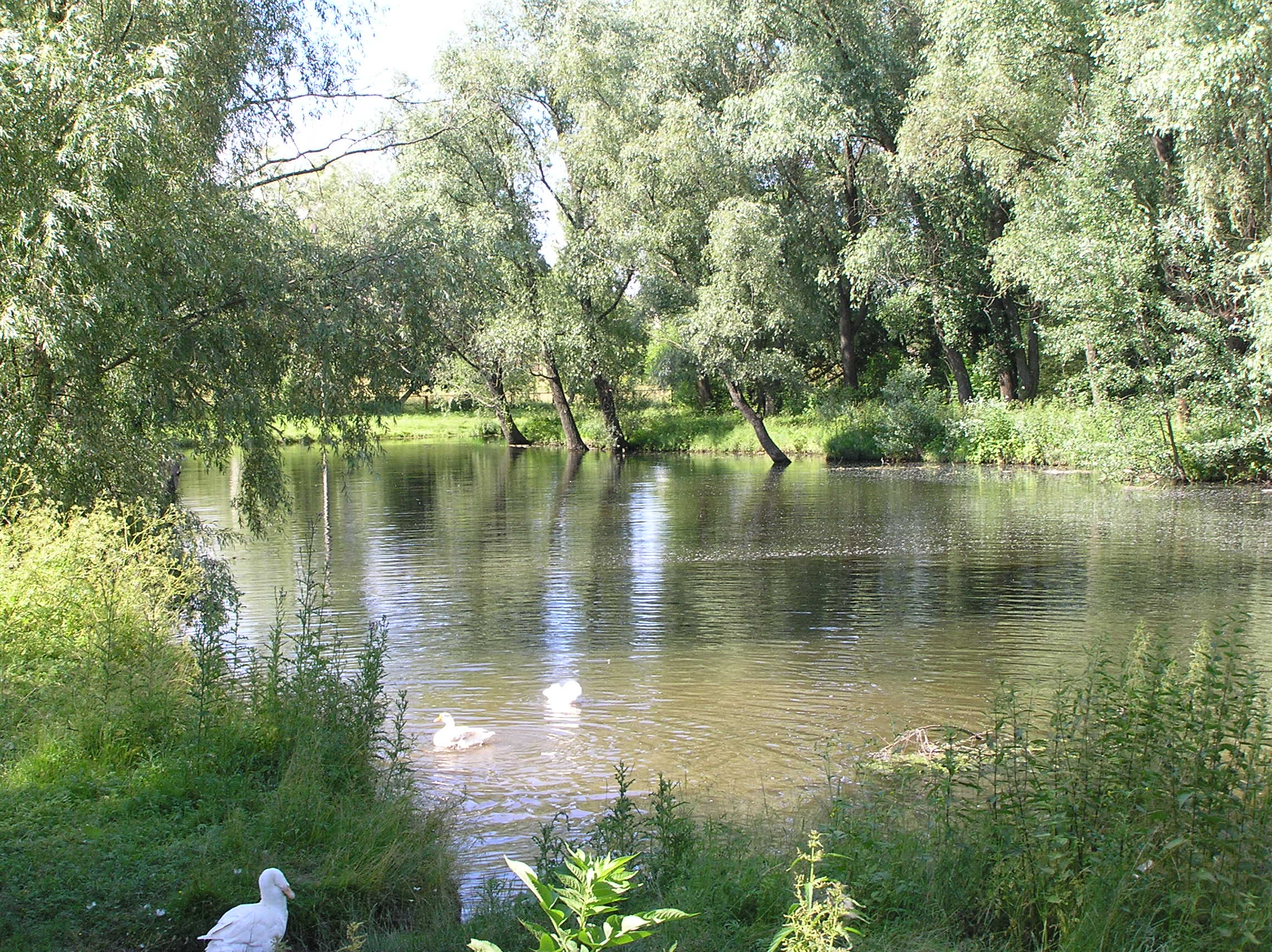
Пруд
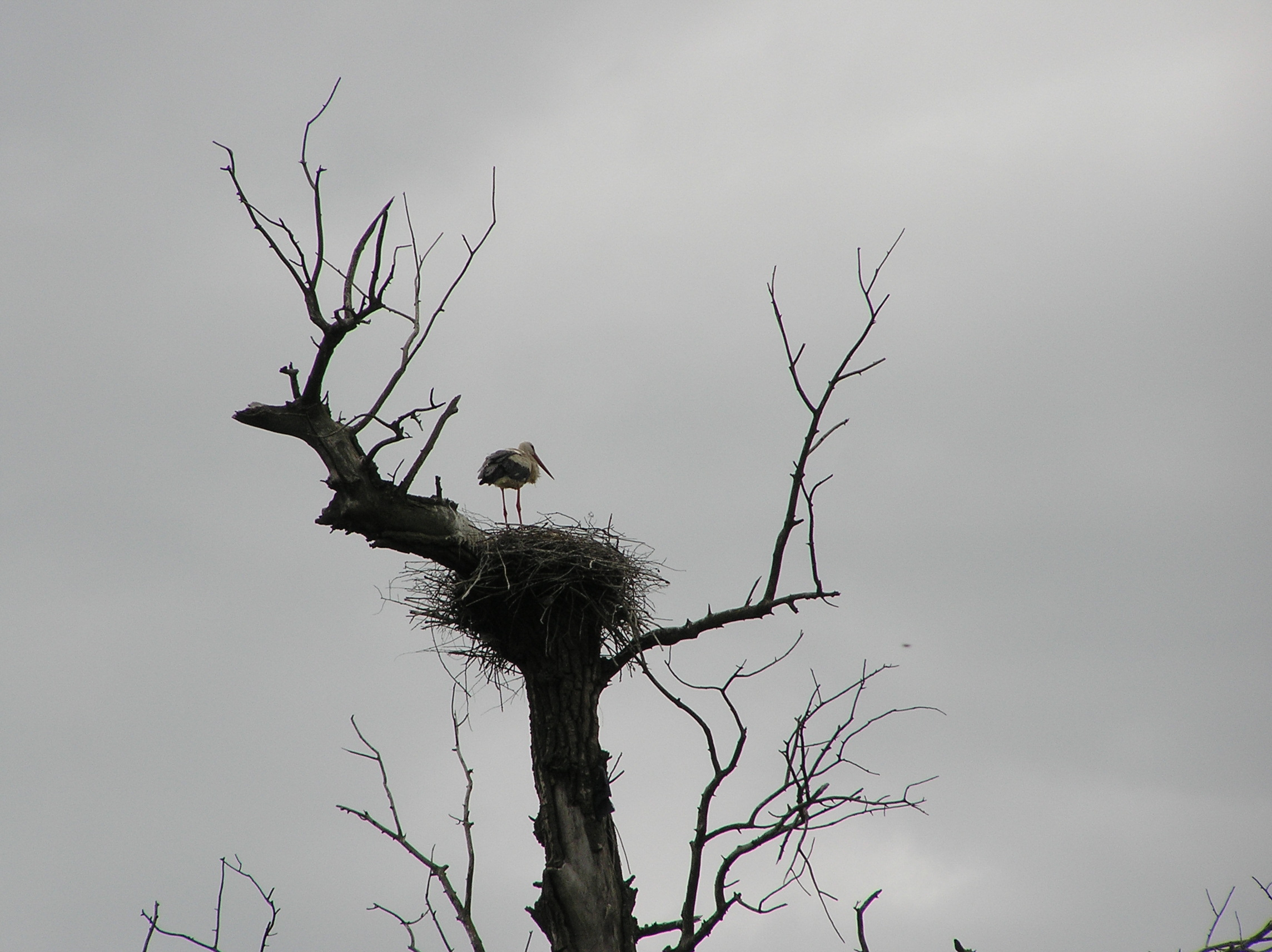
Гнездо аиста
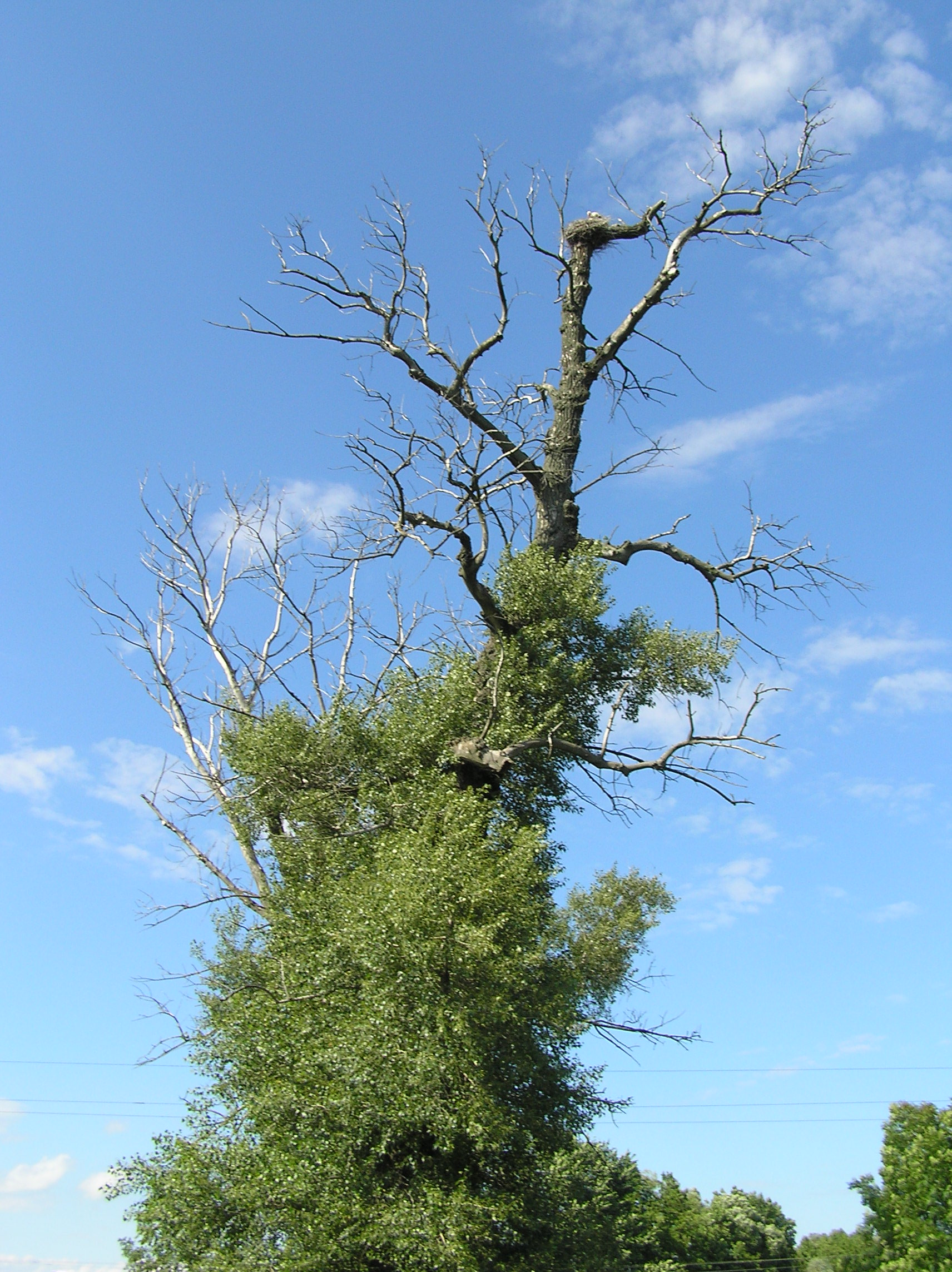
Старый осокорь
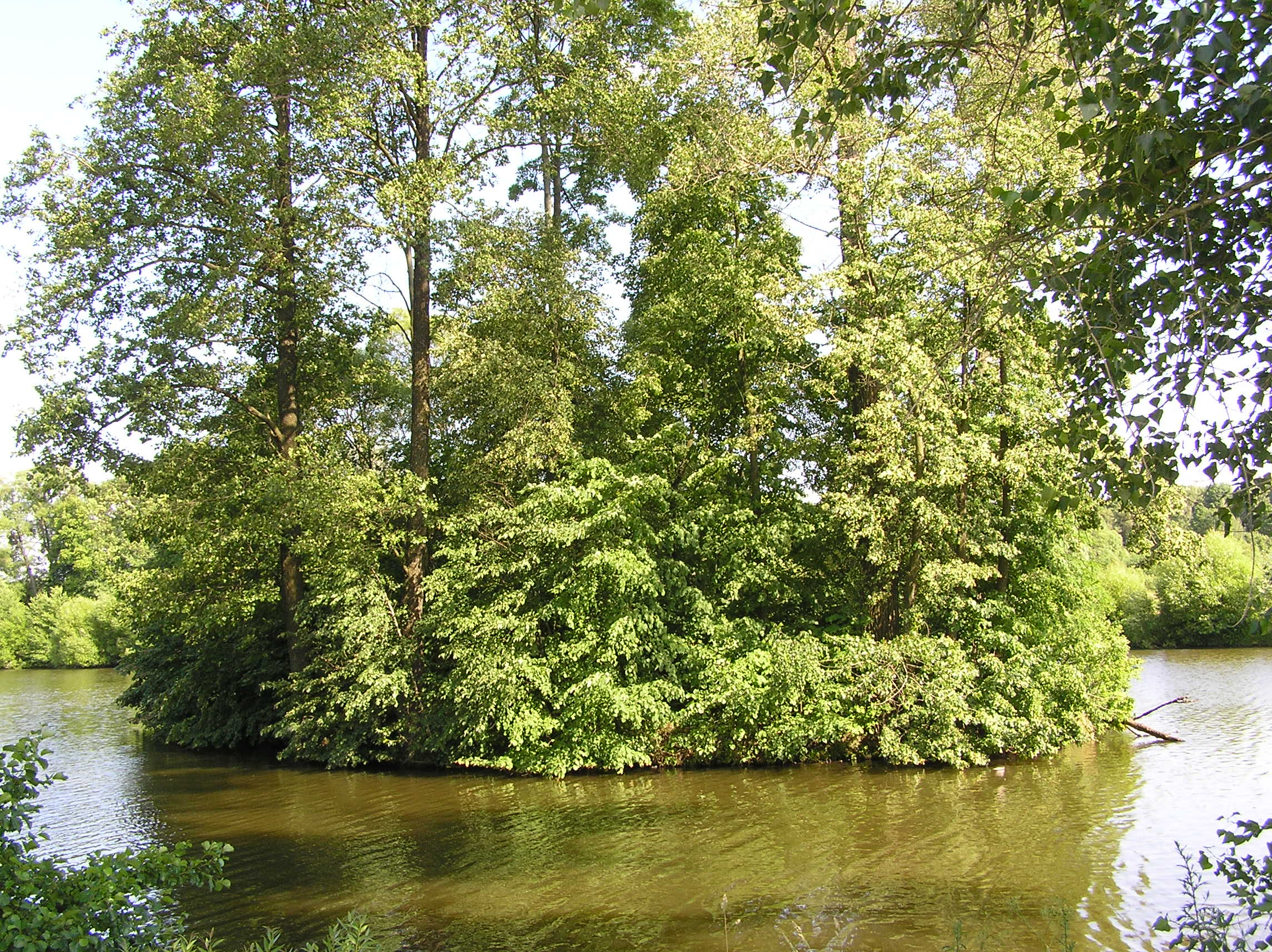
Островок
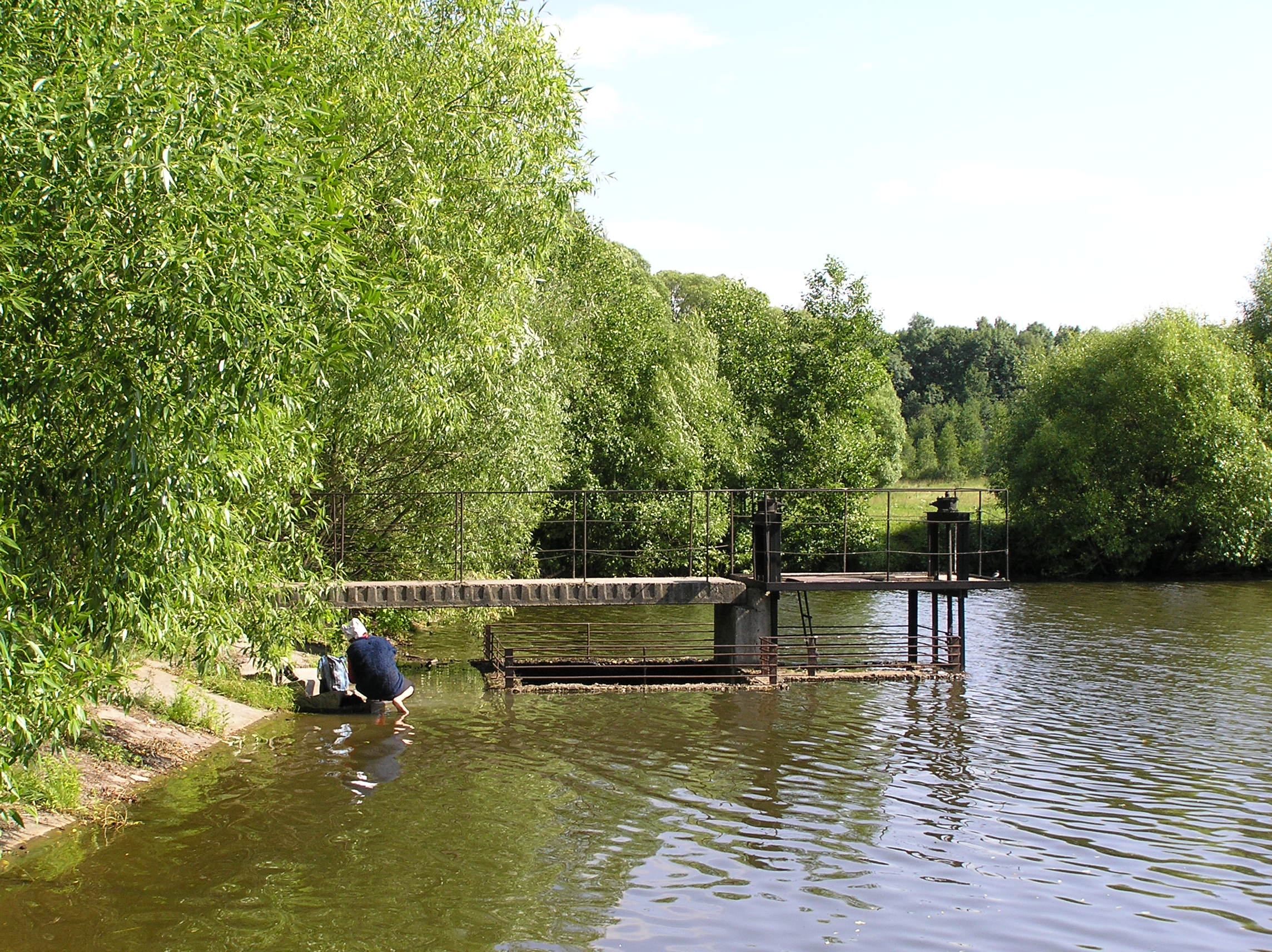
Мостик
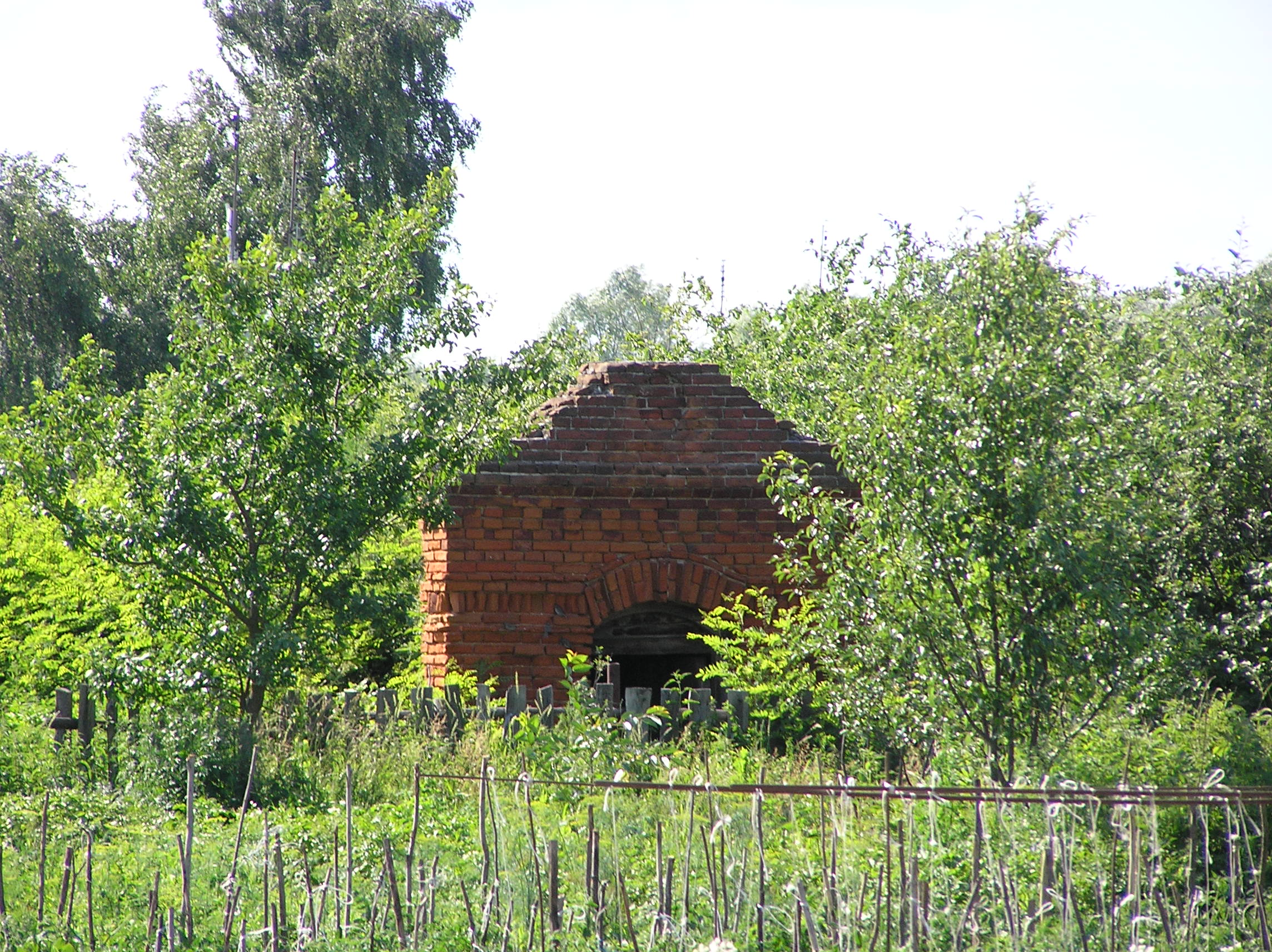
Руины дореволюционной кирпичной постройки
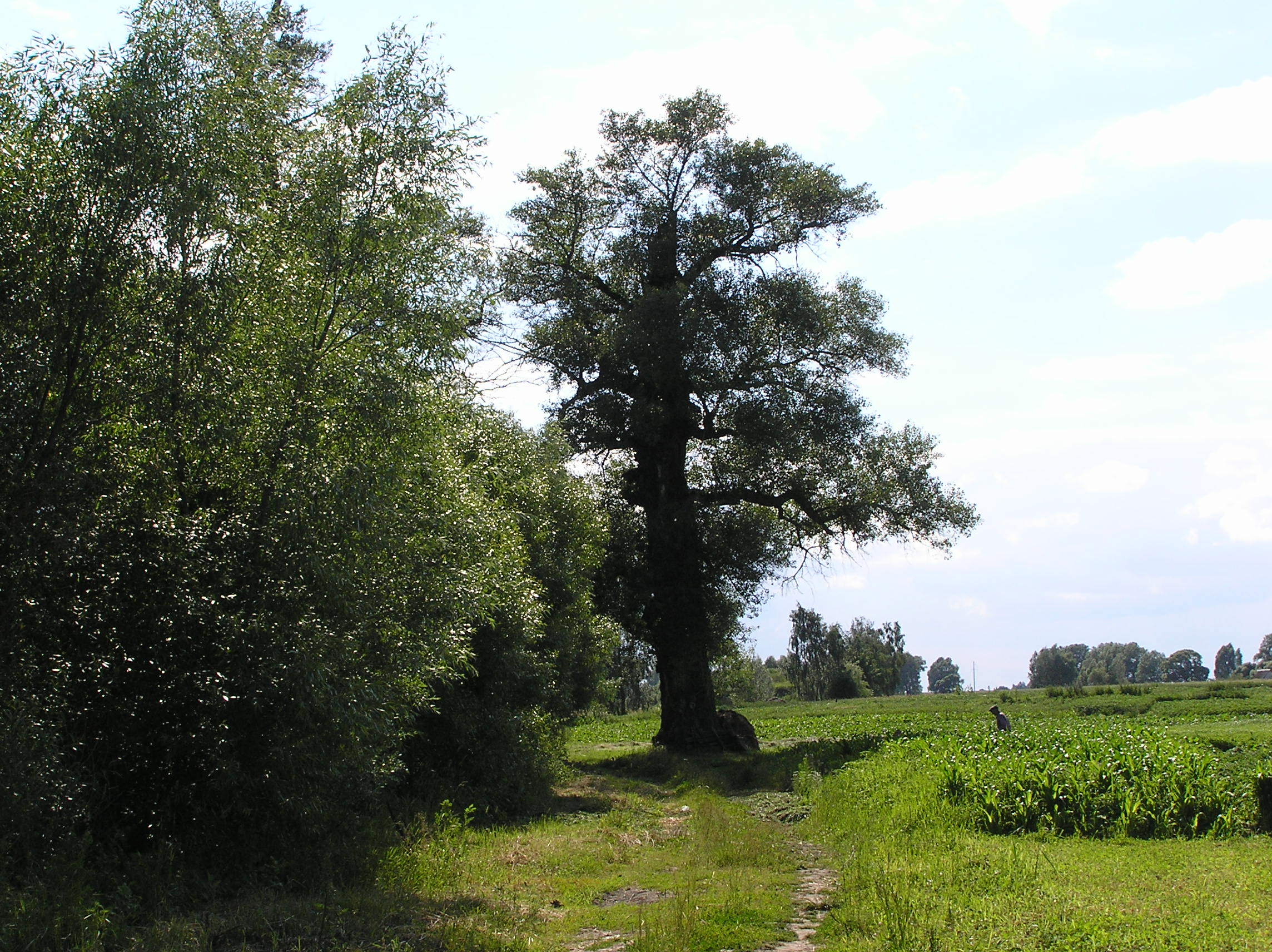
Старое дерево
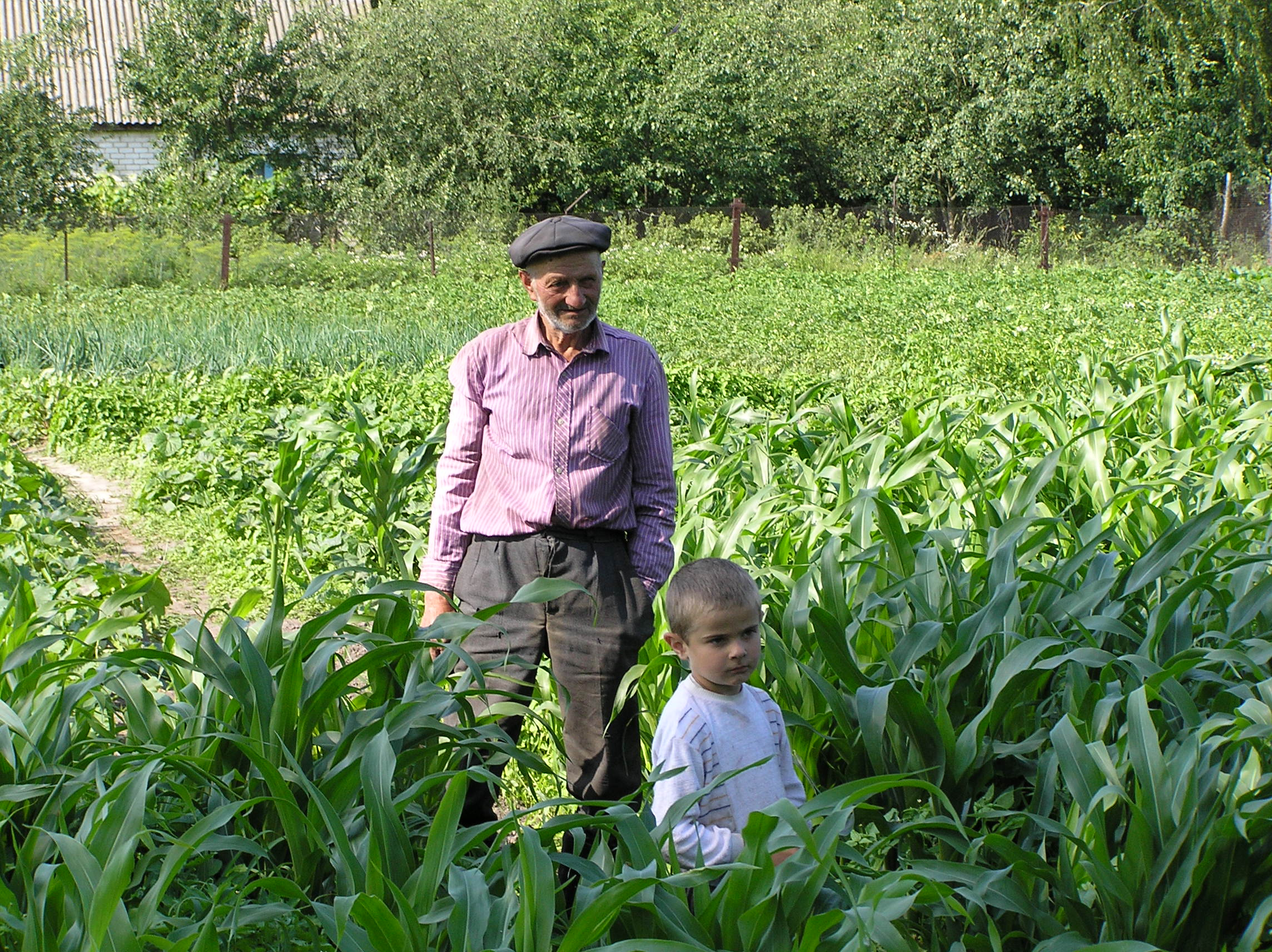
Местные жители
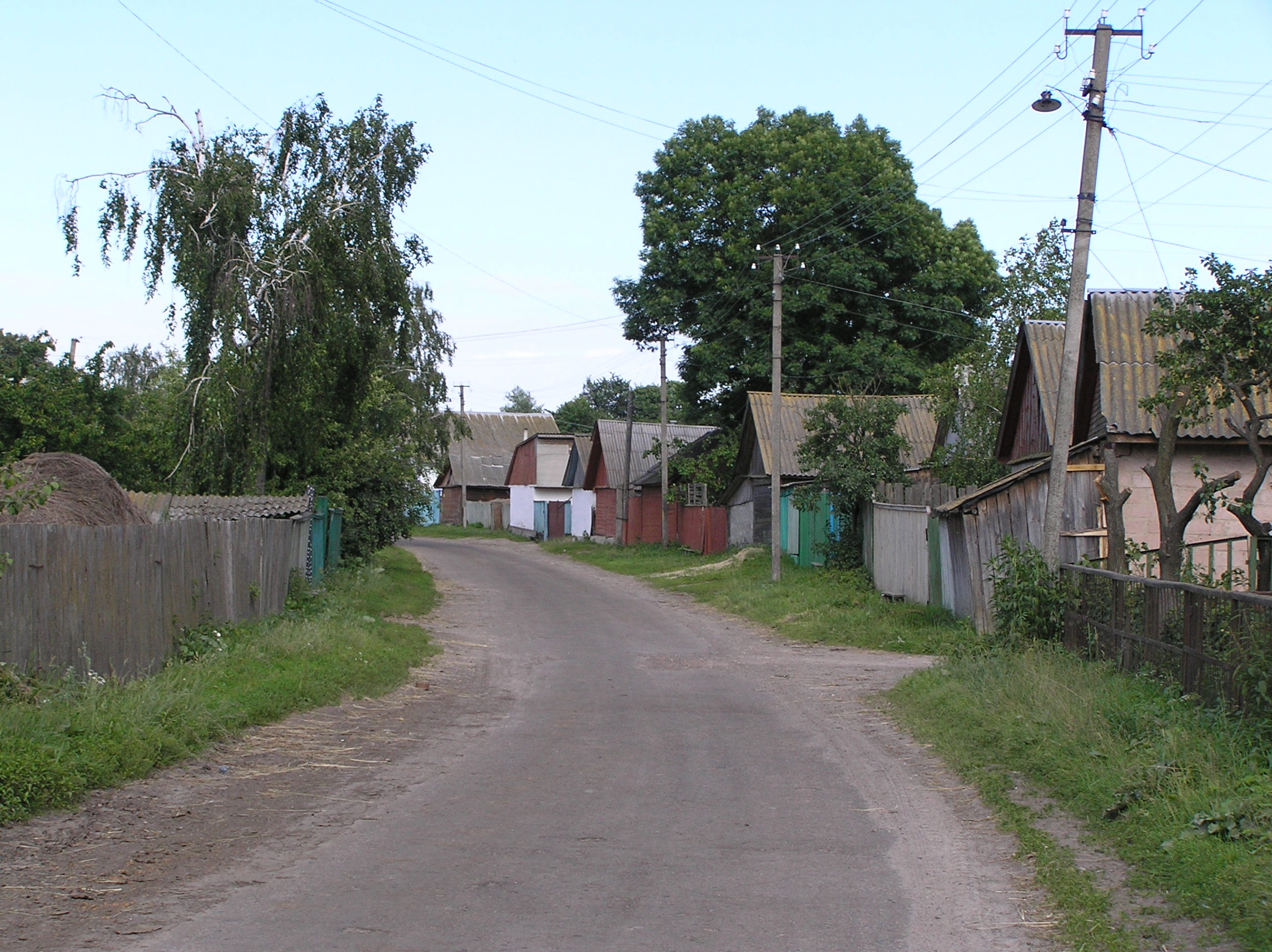
Улица
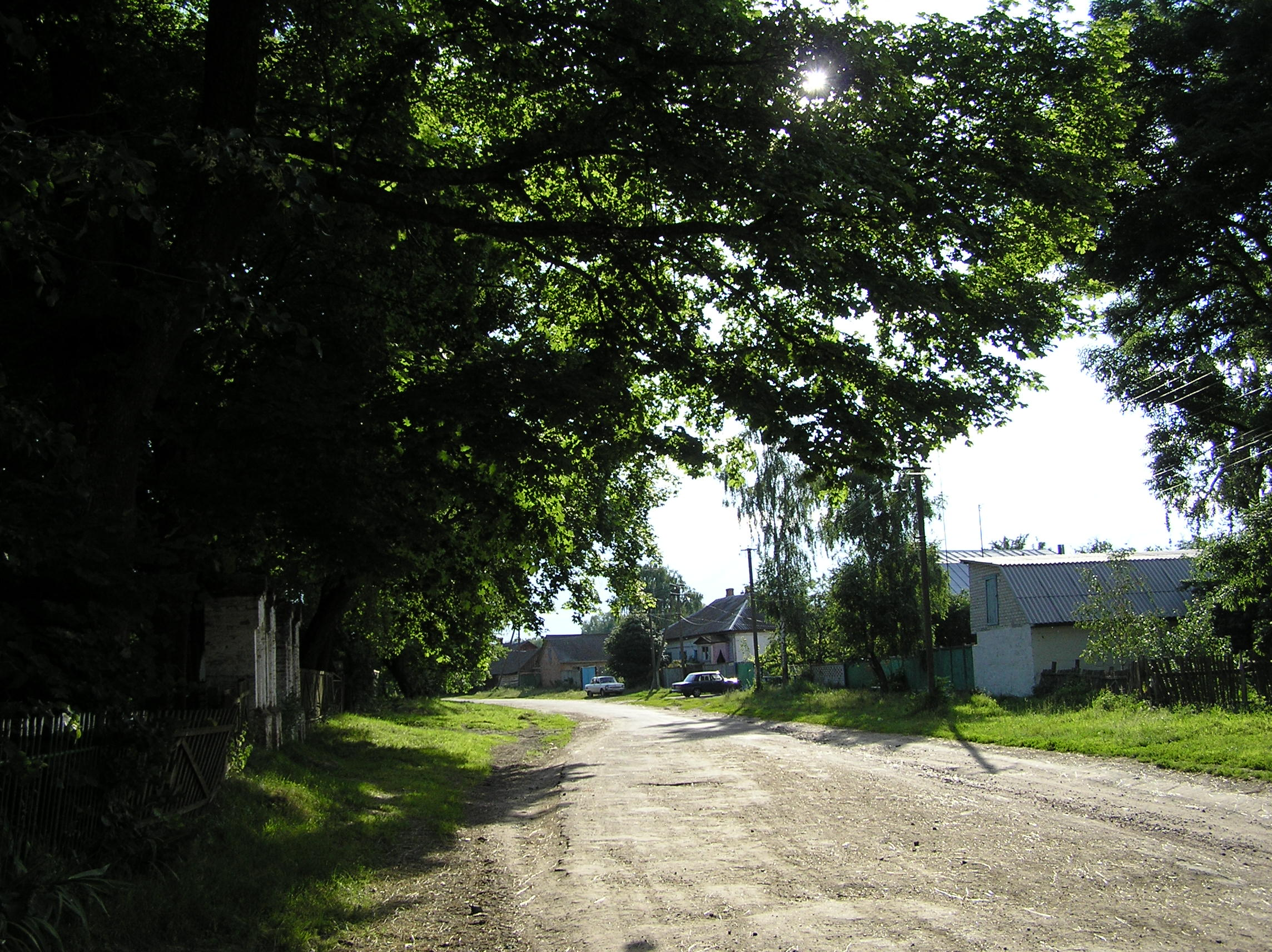
Улица

Старинные документы
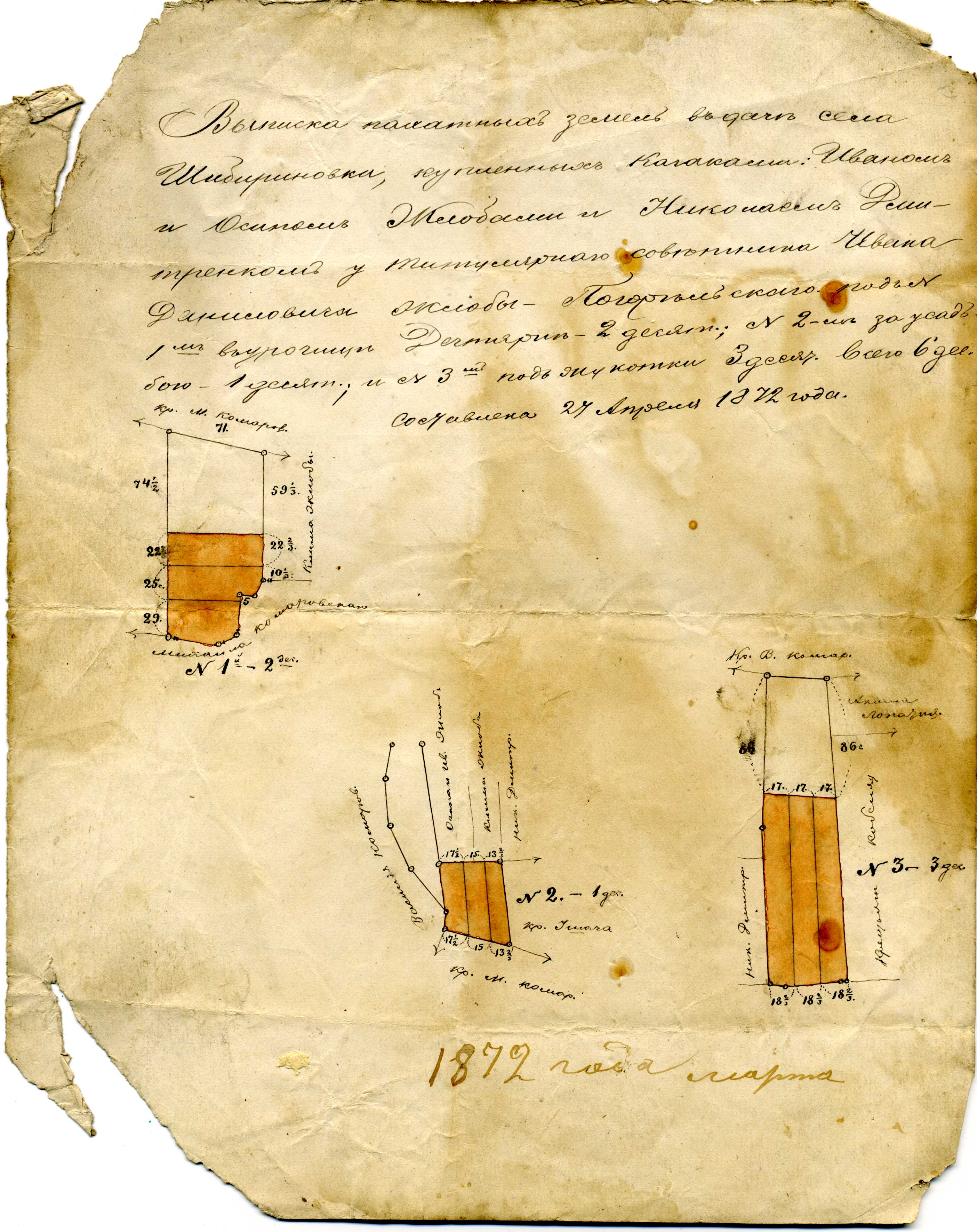
Выписка о купле-продаже земли. 1872 г.
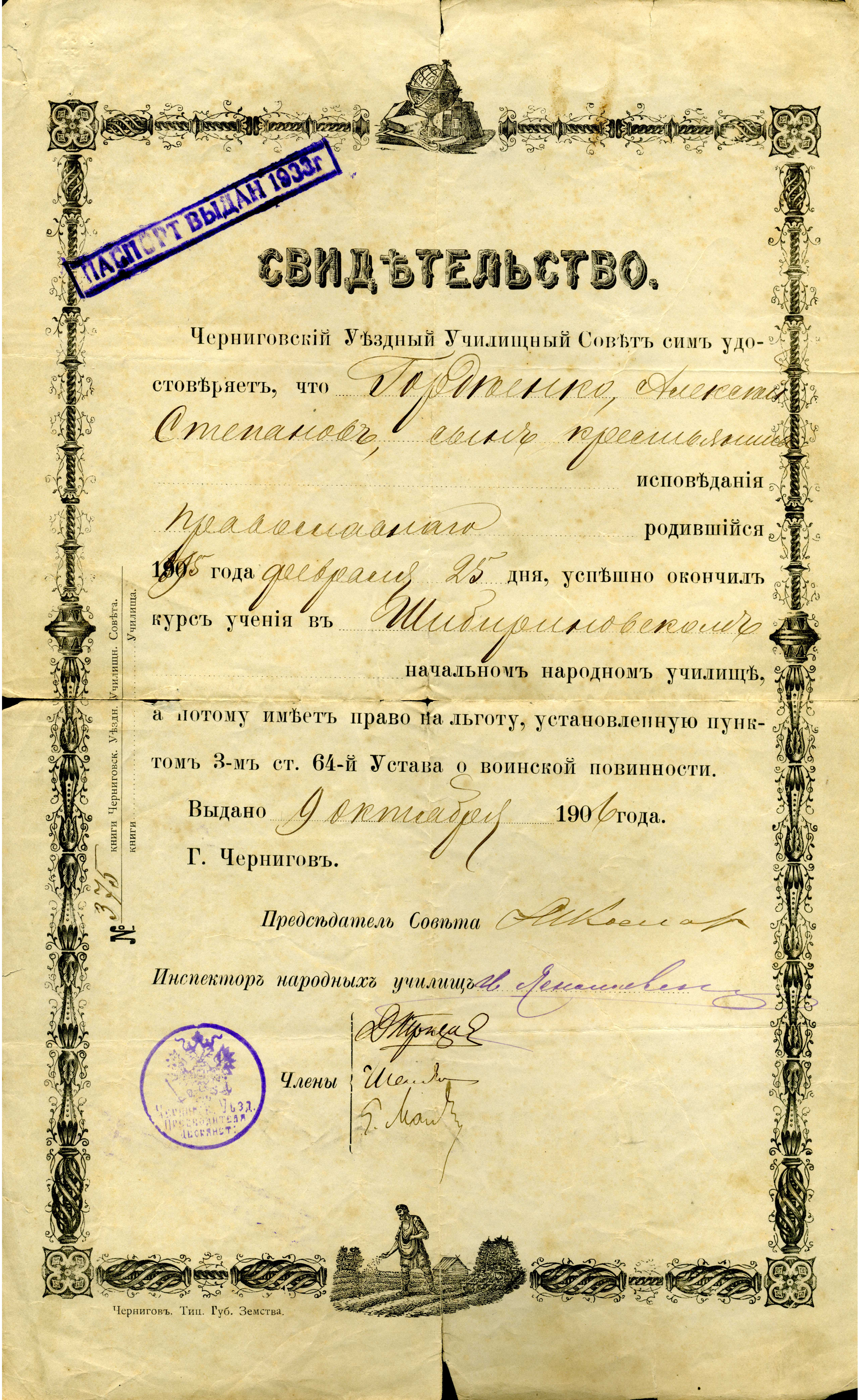
Свидетельство об окончании Шибириновской земской школы. 1906 г.